# Archer St. John
Archer St. John (né en 1904 à Chicago et mort en 1955) est un patron de presse et directeur d'édition américain. Il a créé en 1947 la maison d'édition St. John. C'était le frère du journaliste Robert William St. John.